# Gallinero de Cameros
Gallinero de Cameros est une commune de la communauté autonome de La Rioja, en Espagne.

## Démographie
| 1900 | 1910 | 1920 | 1930 | 1940 | 1950 | 1960 | 1970 | 1981 |
| ---- | ---- | ---- | ---- | ---- | ---- | ---- | ---- | ---- |
| 136  | 126  | 87   | 105  | 93   | 82   | 58   | 34   | 20   |

| 1991 | 2001 | 2011 | - | - | - | - | - | - |
| ---- | ---- | ---- | - | - | - | - | - | - |
| 25   | 25   | 25   | - | - | - | - | - | - |

## Administration

### Conseil municipal
La ville de Gallinero de Cameros comptait 22 habitants aux élections municipales du 26 mai 2019. Son conseil municipal (en espagnol : Pleno del Ayuntamiento) se compose donc de 3 élus.
| Parti | Parti                                    | Voix | %    | Élus  |
| ----- | ---------------------------------------- | ---- | ---- | ----- |
|       | Parti populaire (PP)                     | 11   | 55 % | 2 / 3 |
|       | Parti socialiste ouvrier espagnol (PSOE) | 9    | 45 % | 1 / 3 |

### Liste des maires
| Mandat    | Maire | Maire                       | Parti |
| --------- | ----- | --------------------------- | ----- |
| 1979-1983 |       | Félix Torroba Rodríguez     | UCD   |
| 1983-1987 |       | ?                           | ?     |
| 1987-1991 |       | Federico Martínez Torres    | PSOE  |
| 1991-1995 |       | Federico Martínez Torres    | PSOE  |
| 1995-1999 |       | Alberto Viguera Pérez       | PP    |
| 1999-2003 |       | Federico Martínez Torres    | PSOE  |
| 2003-2007 |       | Federico Martínez Torres    | PSOE  |
| 2007-2011 |       | Miguel Ángel Gómez de Pedro | PP    |
| 2011-2015 |       | Miguel Ángel Gómez de Pedro | PP    |
| 2015-2019 |       | Miguel Ángel Gómez de Pedro | PP    |
| 2019-2023 |       | Miguel Ángel Gómez de Pedro | PP    |